# 森元良幸
森元 良幸（もりもと よしゆき、1968年〈昭和43年〉1月26日 - ）は、日本の警察官僚。警察庁長官官房長。

## 来歴
広島県広島市西区出身。広島学院中学校・高等学校を経て、1991年（平成3年）、東京大学法学部を卒業。東京大学在学中、刑事手続きに関心を抱いて検察官を志し、司法試験に合格したものの、国民一人一人の安全を守るのが仕事の土台であるという考えから警察官を選択し、同年警察庁に入庁。入庁後、警視庁刑事部捜査第一課管理官などを経て、1995年（平成7年）7月、コーネル大学に留学。その後、神奈川県警察本部生活安全部銃器対策課長、警察庁生活安全局銃器対策課課長補佐、在スイス日本国大使館一等書記官、警察庁長官官房給与厚生課課長補佐、大阪府警察本部刑事部捜査第二課長、警察庁長官官房企画官、同総務課理事官、警視庁組織犯罪対策部組織犯罪対策第四課長、警察庁長官官房人事課人事総括企画官、警視庁警務部参事官などを歴任。
2015年（平成27年）7月16日、三重県警察本部長に就任。在任中、第42回先進国首脳会議（G7伊勢志摩サミット）の警備を指揮した。
2017年（平成29年）4月5日、警察庁警備局警備課長に就任。
2019年（平成31年）1月15日、警察庁警備局警備企画課長に就任。
2020年（令和2年）1月17日、警察庁長官官房審議官（東京オリンピック・パラリンピック担当）に就任。同年8月24日、警視庁警備部長に就任。2020年東京オリンピック・パラリンピックの警備に携わった。
2021年（令和3年）9月16日、警察庁長官官房審議官（警備局担当）に就任。
2022年（令和4年）9月5日、広島県警察本部長に就任。在任中、第49回先進国首脳会議（G7広島サミット）の警備を指揮した。
2024年（令和6年）4月5日、警視庁副総監に就任。
2025年（令和7年）1月27日、警察庁長官官房長に就任。

## 年譜
- 1991年（平成3年）
  - 東京大学法学部卒業[4]
  - 警察庁入庁[2]
- 1994年（平成6年）8月 - 警視庁刑事部捜査第一課管理官[5]
- 1995年（平成7年）7月 - コーネル大学留学[5]
- 1997年（平成9年）8月 - 神奈川県警察本部生活安全部銃器対策課長[5]
- 1999年（平成11年）3月 - 警察庁生活安全局銃器対策課課長補佐[5]
- 2000年（平成12年）3月 - 在スイス日本国大使館二等書記官／一等書記官[5]
- 2003年（平成15年）4月 - 警察庁長官官房給与厚生課課長補佐[5]
- 2005年（平成17年）8月 - 大阪府警察本部刑事部捜査第二課長[5]
- 2007年（平成19年）4月 - 人事院行政官国内研究員（司法修習生）[5]
- 2008年（平成20年）9月 - 警察庁長官官房企画官兼総務課理事官[5]
- 2010年（平成22年）7月 - 警視庁組織犯罪対策部組織犯罪対策第四課長[5]
- 2011年（平成23年）10月 - 警察庁長官官房人事課人事総括企画官[5]
- 2013年（平成25年）12月 - 警視庁警務部参事官[5]
- 2015年（平成27年）7月 - 三重県警察本部長[5][8]
- 2017年（平成29年）4月 - 警察庁警備局警備課長[5][9]
- 2019年（平成31年）1月 - 警察庁警備局警備企画課長[5][10]
- 2020年（令和2年）
  - 1月 - 警察庁長官官房審議官（東京オリンピック・パラリンピック担当）[5][11]
  - 8月 - 警視庁警備部長[5][12]
- 2021年（令和3年）9月 - 警察庁長官官房審議官（警備局担当）[5][13]
- 2022年（令和4年）9月 - 広島県警察本部長に就任[5][14]
- 2024年（令和6年）4月 - 警視庁副総監[7]
- 2025年（令和7年）1月 - 警察庁長官官房長[6]